# Tennis Masters Cup 2007 – mužská čtyřhra
Soutěže mužské čtyřhry na šhanghajském Tennis Masters Cupu 2007 se zúčastnilo osm nejlepších párů v klasifikaci dvojic žebříčku ATP. Obhájci trofeje Jonas Björkman a Max Mirnyj skončili již v základní skupině.
Deblový titul si připsal nejvýše nasazený bahamsko-kanadský pár Mark Knowles a Daniel Nestor, jehož členové ve finále zdolali švédsko-rakouské turnajové trojky Simona Aspelina a Juliana Knowleho po dvousetovém průběhu 6–2 a 6–3. Připsali si tak první titul ze závěrečné události sezóny okruhu ATP Tour.

## Nasazení párů
1. Mark Knowles /  Daniel Nestor (vítězové)
2. Paul Hanley /  Kevin Ullyett (semifinále)
3. Simon Aspelin /  Julian Knowle (finále)
4. Martin Damm /  Leander Paes (semifinále)
5. Lukáš Dlouhý /  Pavel Vízner (základní skupina)
6. Jonas Björkman /  Max Mirnyj (základní skupina)
7. Arnaud Clément /  Michaël Llodra (základní skupina)
8. Jonatan Erlich /  Andy Ram (základní skupina)

## Soutěž
| Legenda                                                       |                                                                        |                                                   |
| - Q – kvalifikant - WC – divoká karta - LL – šťastný poražený | - Alt – náhradník - SE – zvláštní výjimka - PR/SR – žebříčková ochrana | - w/o – bez boje - r – skreč - d – diskvalifikace |

### Finálová fáze
|  | Semifinále | Semifinále                  | Semifinále                 | Semifinále | Semifinále |                           |                             | Finále | Finále | Finále | Finále | Finále |
|  |            |                             |                            |            |            |                           |                             |        |        |        |        |        |
|  | 3          | Simon Aspelin Julian Knowle | 6                          | 6          |            |                           |                             |        |        |        |        |        |
|  | 4          | Martin Damm Leander Paes    | 4                          | 4          |            |                           |                             |        |        |        |        |        |
|  | 4          | Martin Damm Leander Paes    | 4                          | 4          |            | 3                         | Simon Aspelin Julian Knowle | 2      | 3      |        |        |        |
|  |            |                             |                            |            |            | 3                         | Simon Aspelin Julian Knowle | 2      | 3      |        |        |        |
|  |            | 1                           | Mark Knowles Daniel Nestor | 6          | 6          |                           |                             |        |        |        |        |        |
|  | 2          | 1                           | Mark Knowles Daniel Nestor | 6          | 6          | Paul Hanley Kevin Ullyett | 3                           | 710    | [5]    |        |        |        |
|  | 2          |                             |                            |            |            | Paul Hanley Kevin Ullyett | 3                           | 710    | [5]    |        |        |        |
|  | 1          | Mark Knowles Daniel Nestor  | 6                          | 68         | [10]       |                           |                             |        |        |        |        |        |

### Červená skupina
|    |                               | Knowles Nestor   | Aspelin Knowle     | Dlouhý Vízner    | Clément LLodra     | Zápasy | Sety | Hry   | Pořadí |
| 1. | Mark Knowles Daniel Nestor    |                  | 6–3, 7–5           | 3–6, 6–4, [9–11] | 2–6, 7–5, [10–5]   | 2–1    | 5–3  | 32–30 | 2      |
| 3. | Simon Aspelin Julian Knowle   | 3–6, 5–7         |                    | 7–6(7–1), 6–2    | 7–6(7–3), 7–6(7–5) | 2–1    | 4–2  | 35–33 | 1.     |
| 5. | Lukáš Dlouhý Pavel Vízner     | 6–3, 4–6, [11–9] | 6–7(1–7), 2–6      |                  | 3–6, 6–3, [10–5]   | 2–1    | 4–4  | 29–31 | 3      |
| 7. | Arnaud Clément Michaël Llodra | 6–2, 5–7, [5–10] | 6–7(3–7), 6–7(5–7) | 6–3, 3–6, [5–10] |                    | 0–3    | 2–6  | 32–34 | 4.     |

Pořadí bude určeno na základě následujících kritérií: 1) počet vyhraných utkání; 2) počet odehraných utkání; 3) vzájemný poměr utkání u dvou hráčů se stejným počtem výher; 4) procento vyhraných setů, procento vyhraných her u třech hráčů se stejným počtem výher, poté poměr vzájemných utkání 5) postavení na žebříčku ATP.

### Zlatá skupina
|    |                           | Hanley Ullyett         | Damm Paes | Björkman Mirnyj  | Erlich Ram             | Zápasy | Sety | Hry   | Pořadí |
| 2. | Paul Hanley Kevin Ullyett |                        | 6–3, 6–4  | 7–6(7–3), 6–4    | 6–7(1–7), 6–3, [12–14] | 2–1    | 5–2  | 37–28 | 1      |
| 4. | Martin Damm Leander Paes  | 3–6, 4–6               |           | 6–4, 6–1         | 6–4, 7–5               | 2–1    | 4–2  | 32–26 | 2.     |
| 6. | Jonas Björkman Max Mirnyj | 6–7(3–7), 4–6          | 4–6, 1–6  |                  | 6–4, 3–6, [10–7]       | 1–2    | 2–5  | 25–35 | 3.     |
| 8. | Jonatan Erlich Andy Ram   | 7–6(7–1), 3–6, [14–12] | 4–6, 5–7  | 4–6, 6–3, [7–10] |                        | 1–2    | 3–5  | 30–35 | 4.     |

Pořadí bude určeno na základě následujících kritérií: 1) počet vyhraných utkání; 2) počet odehraných utkání; 3) vzájemný poměr utkání u dvou hráčů se stejným počtem výher; 4) procento vyhraných setů, procento vyhraných her u třech hráčů se stejným počtem výher, poté poměr vzájemných utkání 5) postavení na žebříčku ATP.